# Johannes Peschel

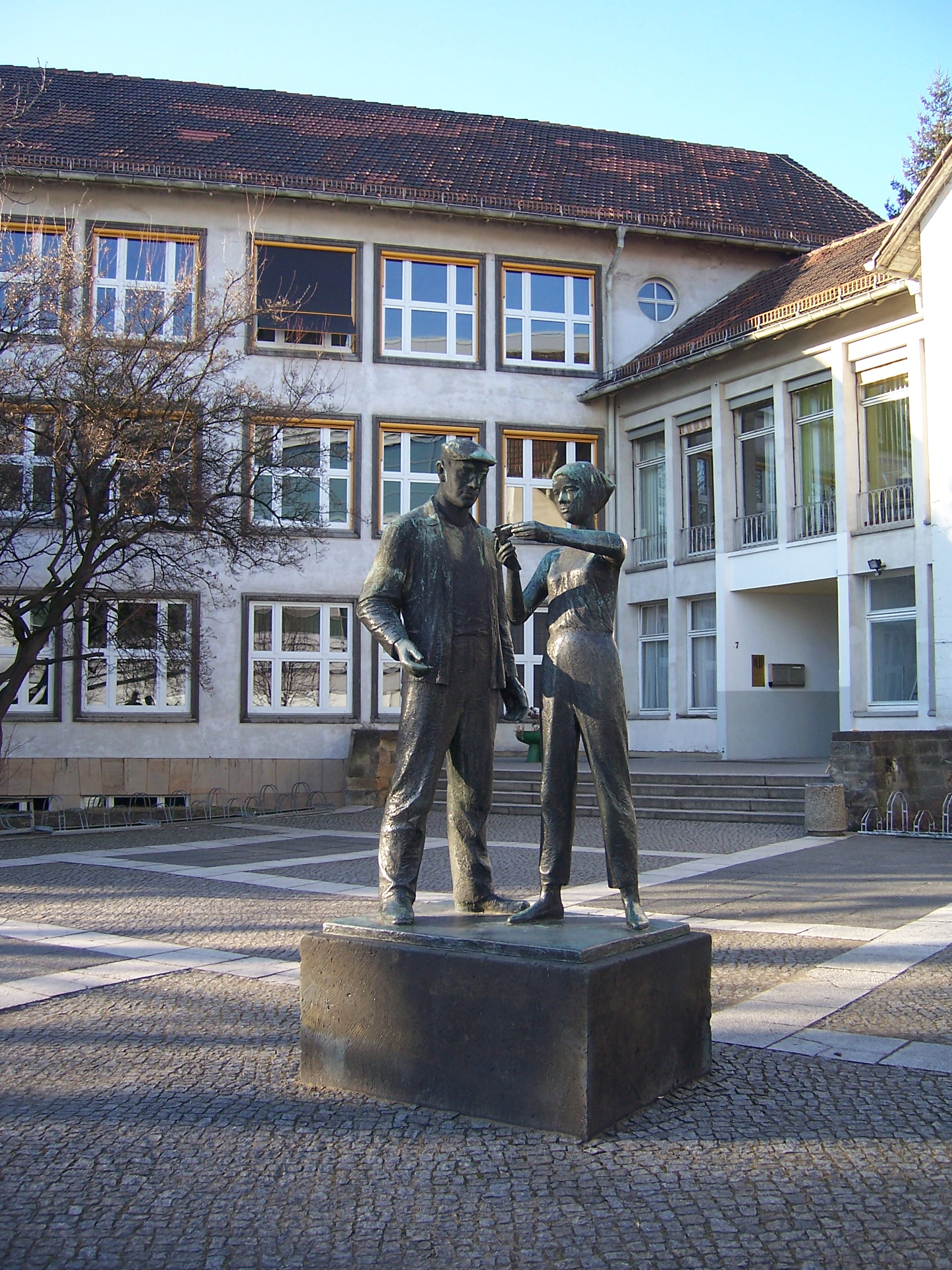
Figurengruppe vor dem Marie-Curie-Gymnasium Dresden

Johannes Peschel (* 2. Juni 1931 in Kamenz) ist ein sächsischer Bildhauer.

## Leben
Der Vater Peschels, Johann Peschel, war Bildhauer in Kamenz. Peschel erlernte von 1947 bis 1949 den Beruf des Steinmetzes und arbeitete danach in Dresden als Bildhauer in der Denkmalpflege. Von 1953 bis 1958 studierte er an der Hochschule für Bildende Künste Dresden. Seit 1959 arbeitet Peschel als freischaffender Künstler in Dresden und war Mitglied der Produktionsgenossenschaft Bildende Künstler Kunst am Bau.
Er ist mit der Dresdner Künstlerin Eva Peschel (* 1937) verheiratet.

## Werke
Peschels Arbeit reicht von der Kleinplastik bis zu großformatigen Objekten. Ein Schwerpunkt seiner Arbeit sind architekturbezogene Kunstwerke und denkmalpflegerische Arbeiten. So war er mit Vinzenz Wanitschke an der Restaurierung des Altars der Dresdner Frauenkirche beteiligt.

### Dresden
Im Jahr 1955 schuf Peschel gemeinsam mit Vinzenz Wanitschke Schlusssteine am Gebäude der Jungen Garde im Großen Garten. Von ihm stammt die Ernst-Thälmann-Gedenkstätte zum 100. Geburtstag von Ernst Thälmann am heutigen Strehlener Platz. Im Jahr 1964 wurde eine Bronzeplastik des Künstlers vor dem Haupteingang des heutigen Marie-Curie-Gymnasiums auf der Zirkusstraße aufgestellt. Dargestellt sind ein Lehrer und eine Schülerin beim Polytechnischen Unterricht. Vor der Grundschule am Terrassenufer 18 steht eine 1965 geschaffene Bronzeplastik, dargestellt ist die trommelnde Stumme Kattrin aus Bertolt Brechts Werk Mutter Courage und ihre Kinder. (Version von 1971). Peschel war auch an der Ausgestaltung des Touristengartens hinter den Hotels an der Prager Straße beteiligt. Seine Bronzeplastik Lesendes Mädchen aus dem Jahr 1969 ist jedoch derzeit entfernt. Von Peschel stammt der 1975 gestaltete Zementblock am Haus der Presse.
Eine Gedenkstele von Peschel aus dem Jahr 1975 erinnert in Dresden an die Haftanstalt Mathildenstraße. Sie steht am ehemaligen Standort des Gerichts – bis 2009 an der Ecke Pillnitzer Straße/Gerichtsstraße aufgestellt, wurde sie am 4. August 2009 wegen Leitungsarbeiten an die Einmündung Rietschelstraße, Ecke Pillnitzer Straße, umgesetzt. Das Denkmal besteht aus einer dreikantigen Sandsteinstele mit Schriftbandplatten aus Beton.
Am Neustädter Elbufer auf der Gartenmauer des Hotels Bellevue steht eine Sandsteinplastik, geschaffen 1985/1986 als Barockadaption „Frau mit Satyr“.
1962 entwarf Peschel zusammen mit Egmar Ponndorf und Vinzenz Wanitschke den Prototyp einer Kinderrutsche in Elefantenform. Die ersten beiden Exemplare wurden in Dresden und Leipzig aufgestellt, weitere Exemplare aus Betonfertigteilen danach in der ganzen DDR.

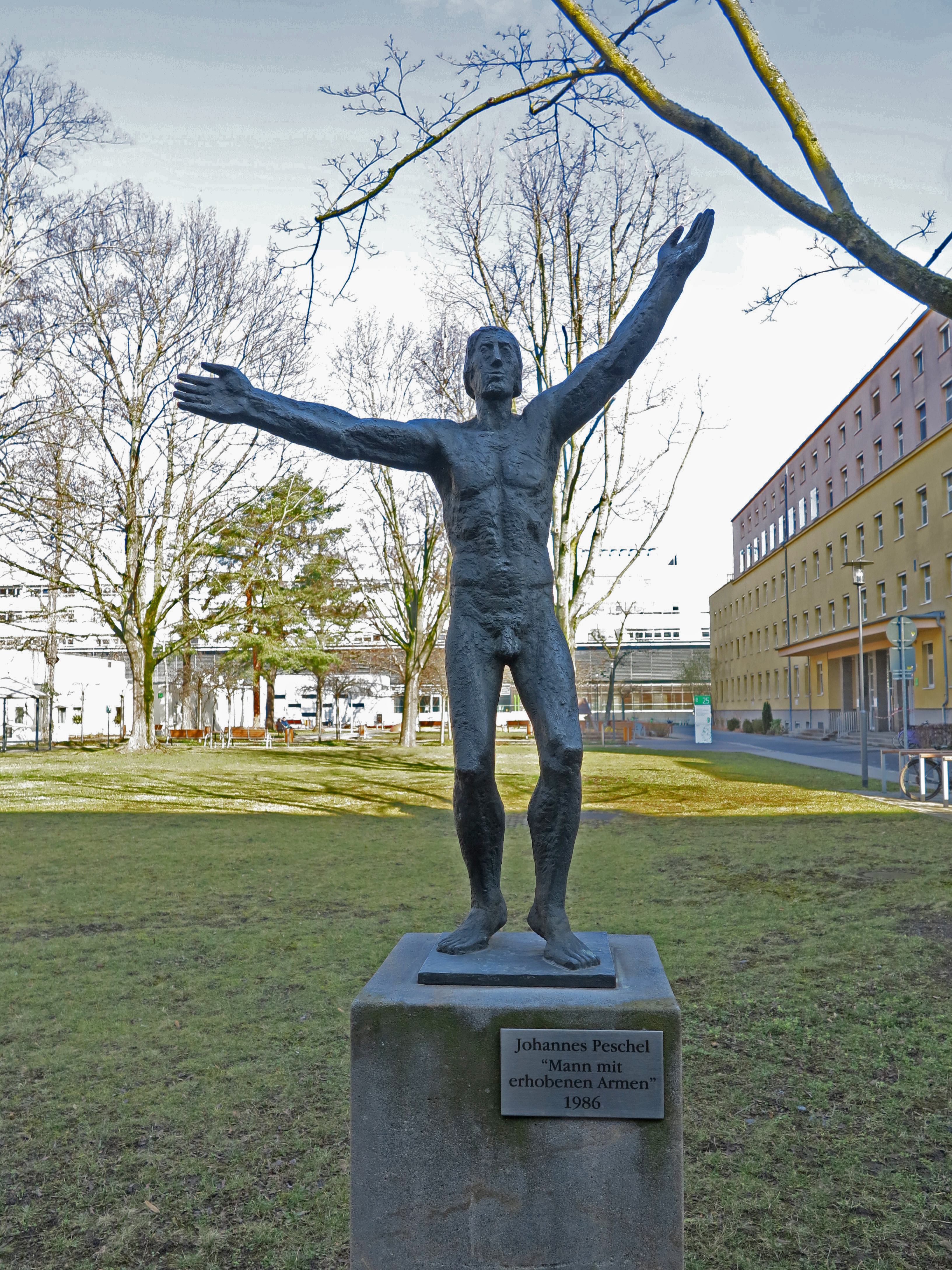
Mann mit erhobenen Arme von 1986 auf dem Gelände des Universitätsklinikums Dresden
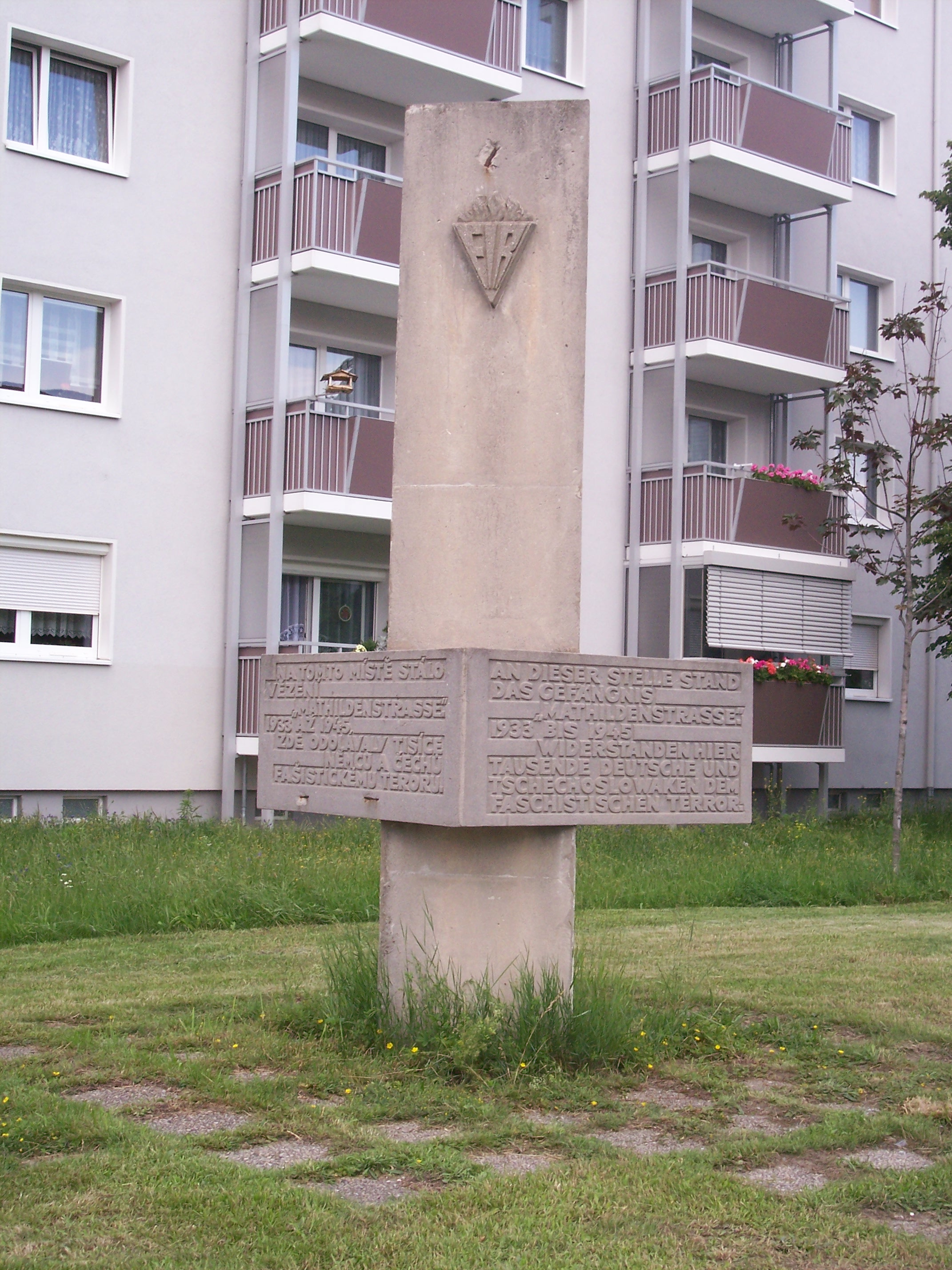
Gedenkstele am Standort der ehemaligen Haftanstalt Mathildenstraße in Dresden
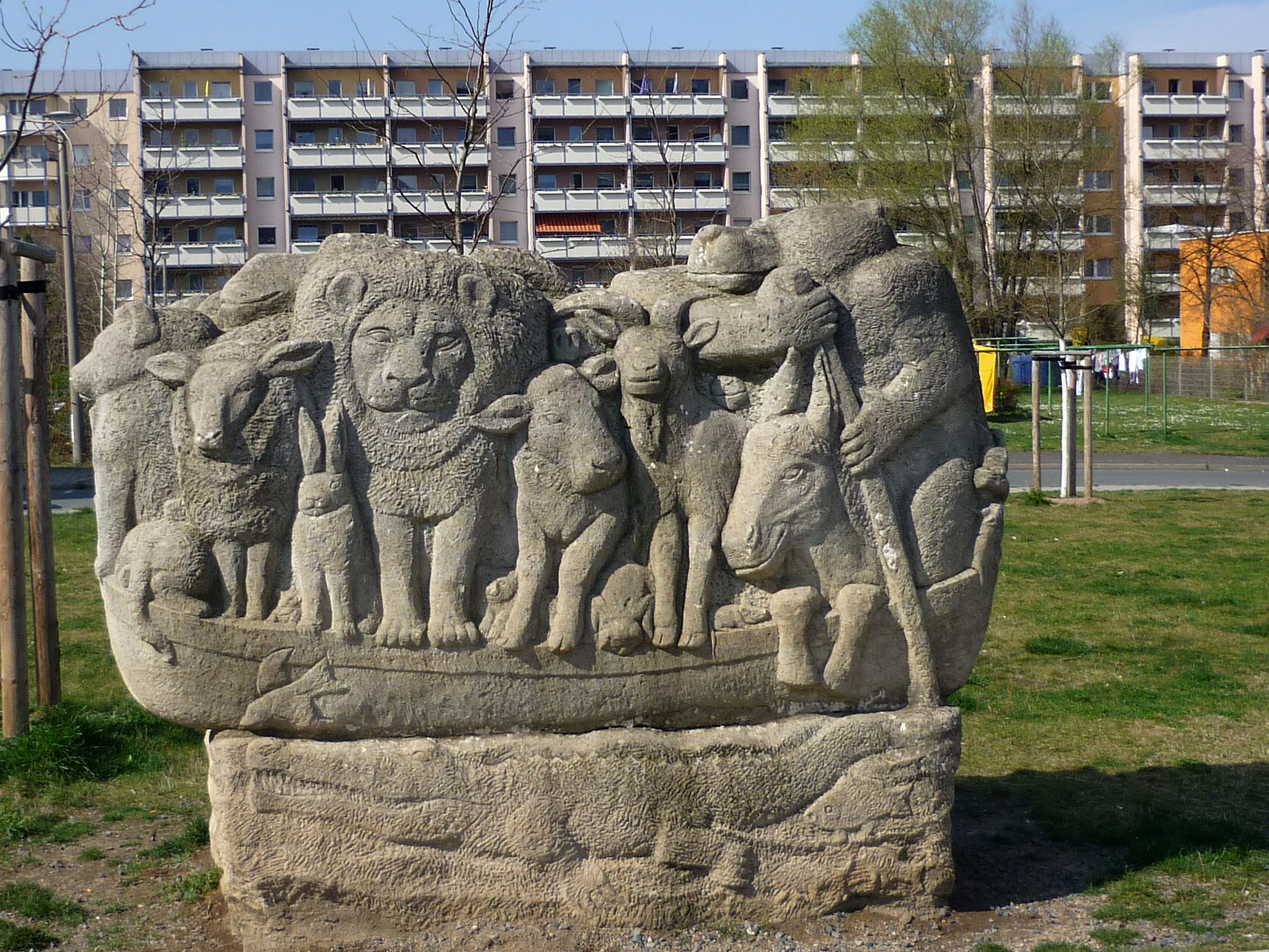
Der Kahn der Tiere in Dresden-Prohlis

### Andere Orte
In Cottbus gestaltete Peschel im Jahr 1976 das Relief Alles für das Wohl des Volkes auf dem Gelände des Textilkombinates. und 1987 die Skulptur einer sorbischen Sagengestalt, des Wassermanns.
Im Park am Kamenzer Lessing-Museum wurden im Mai 1998 vier Plastiken zu Fabeln Lessings, die Peschel gemeinsam mit seiner Frau Eva geschaffen hat, enthüllt.

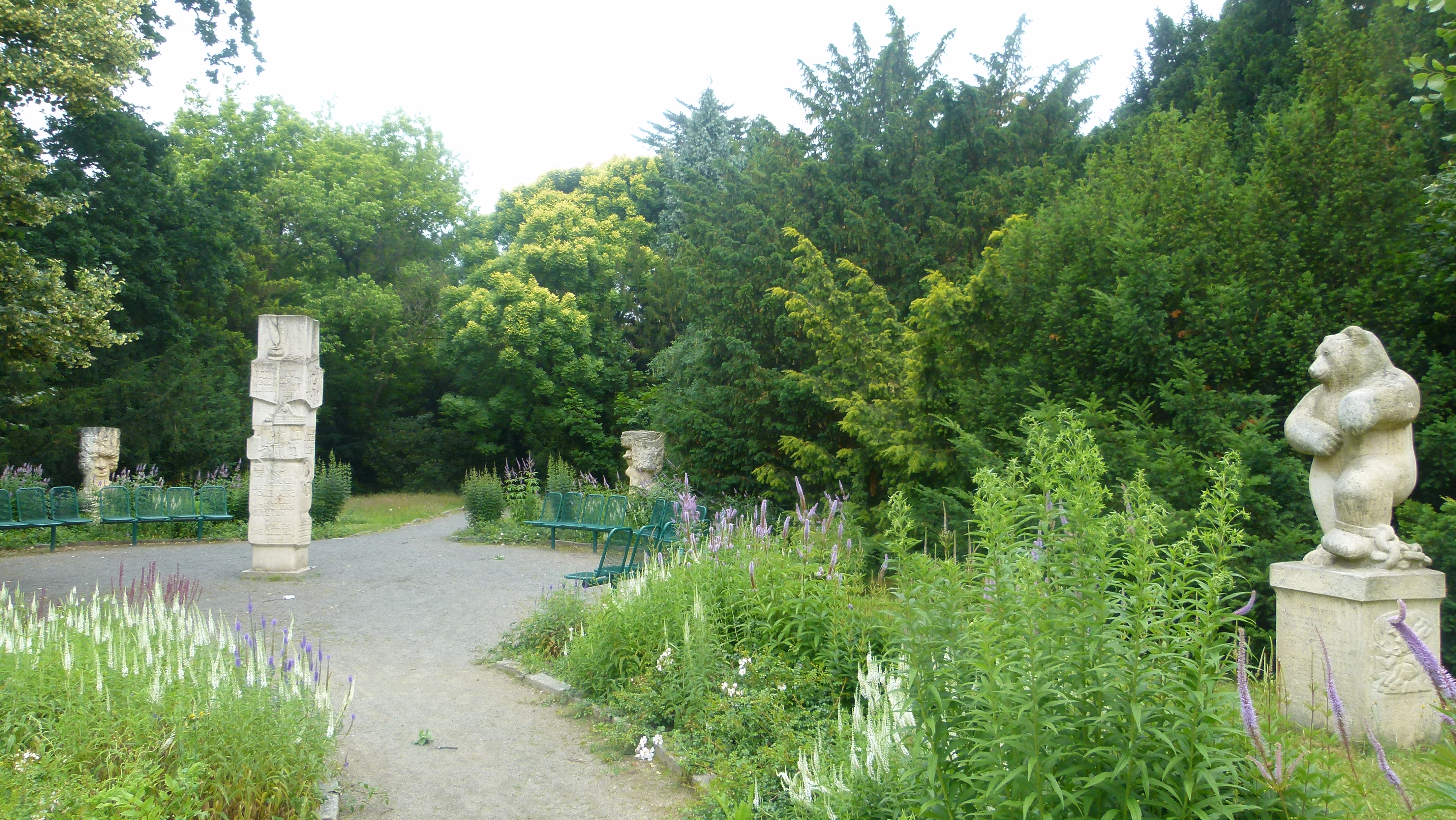
Lessing-Stele und Plastiken zu seinen Fabeln in Kamenz
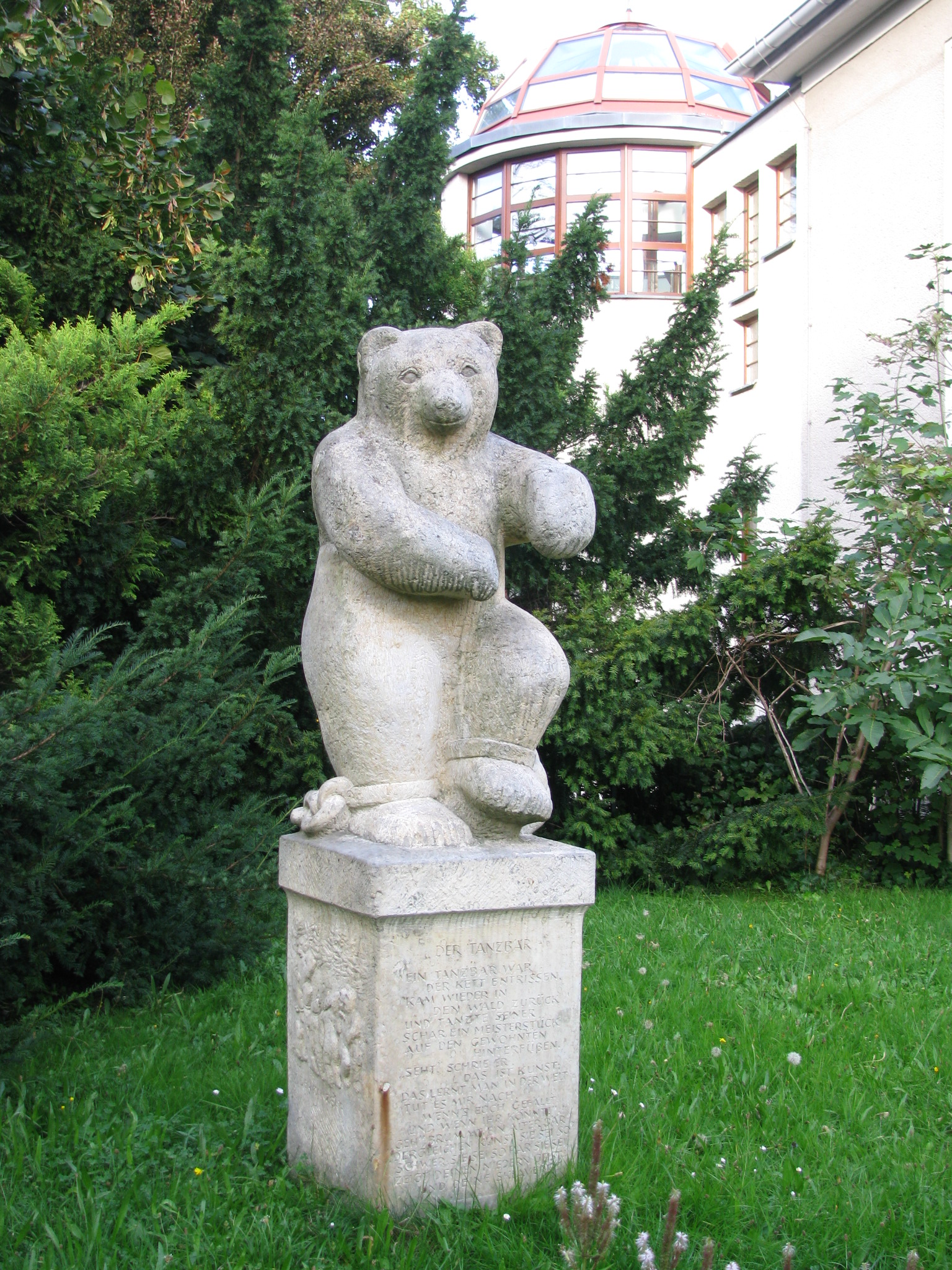
Der Tanzbär
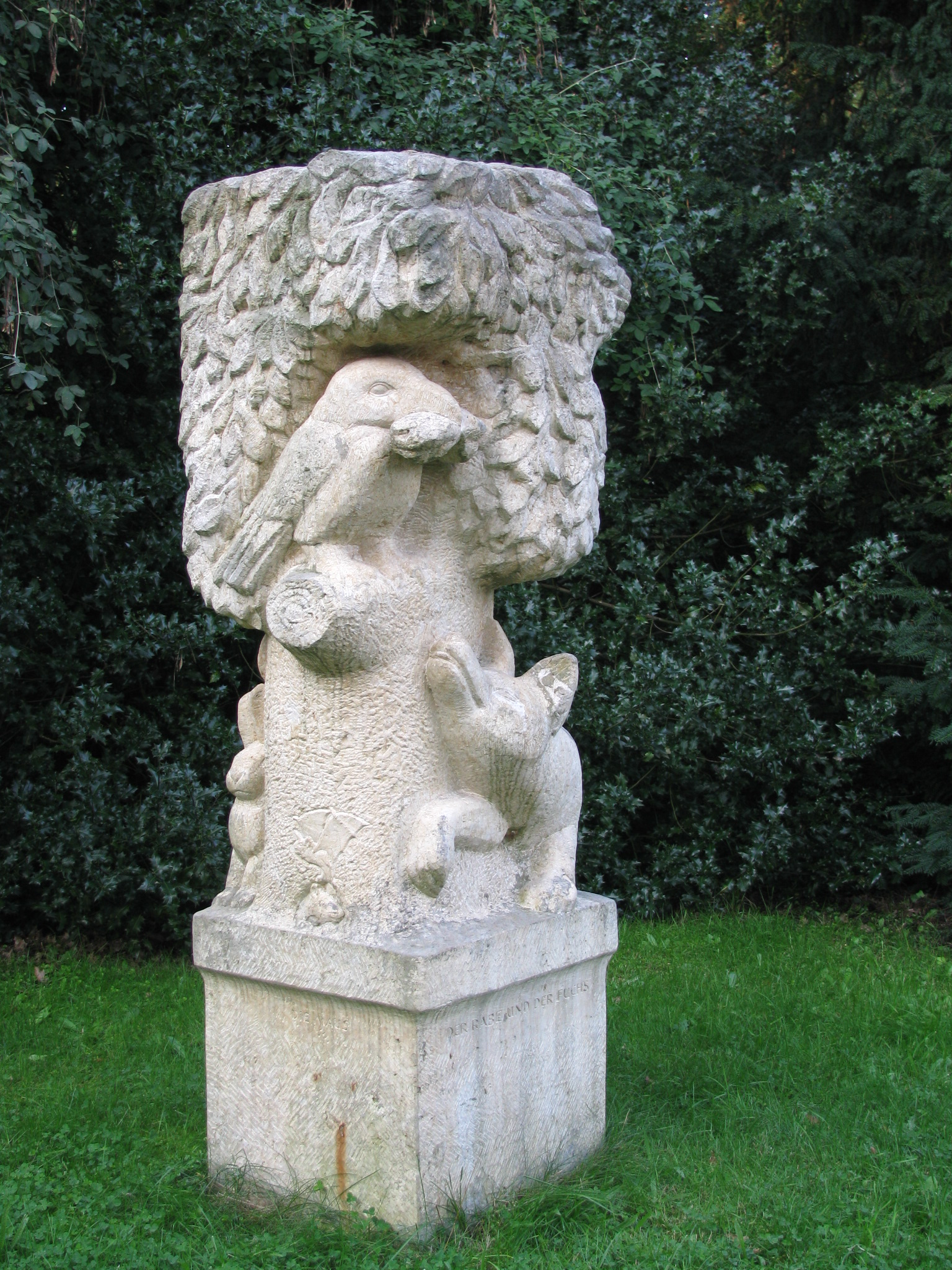
Der Rabe und der Fuchs
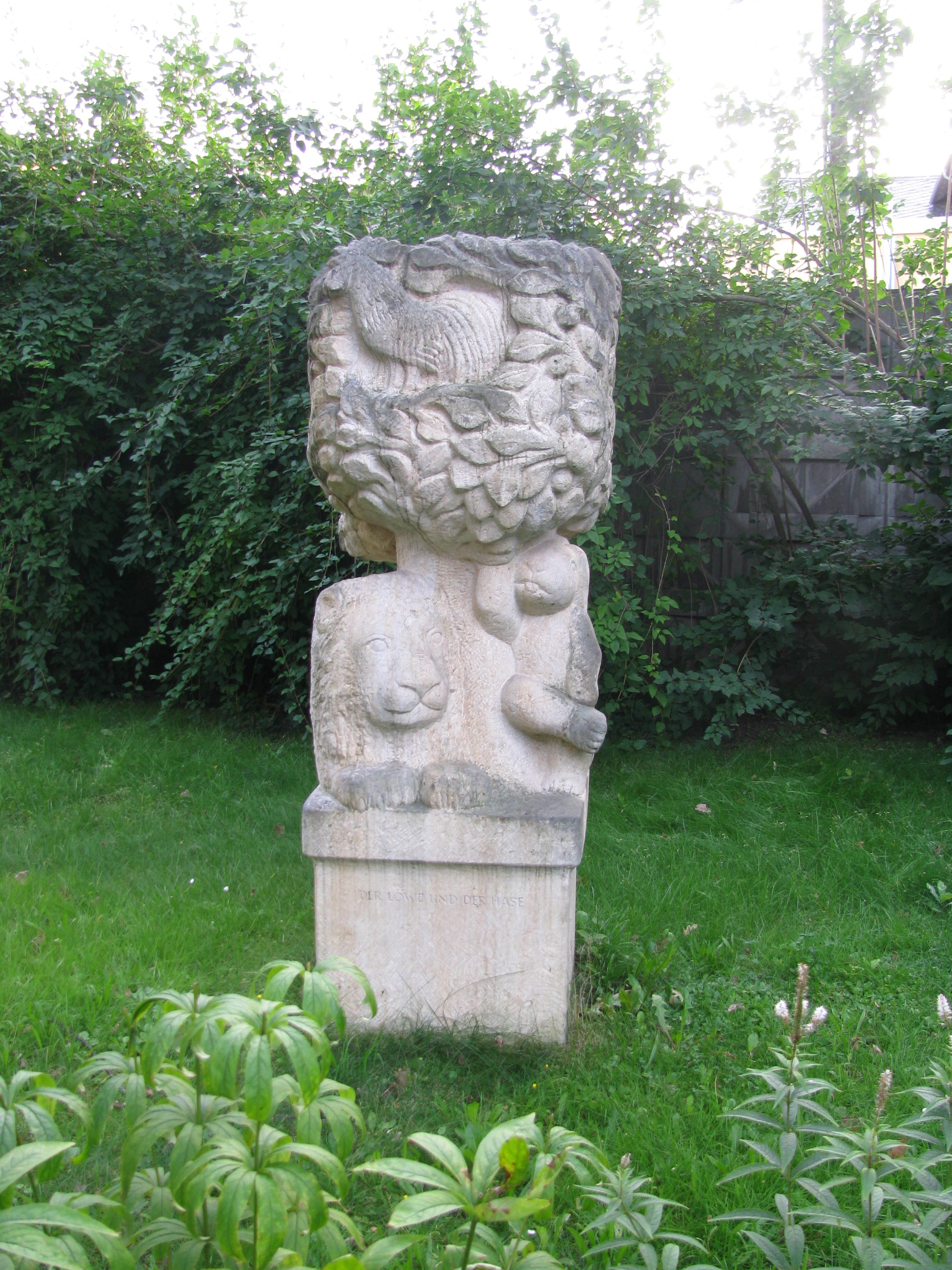
Der Löwe und der Hase
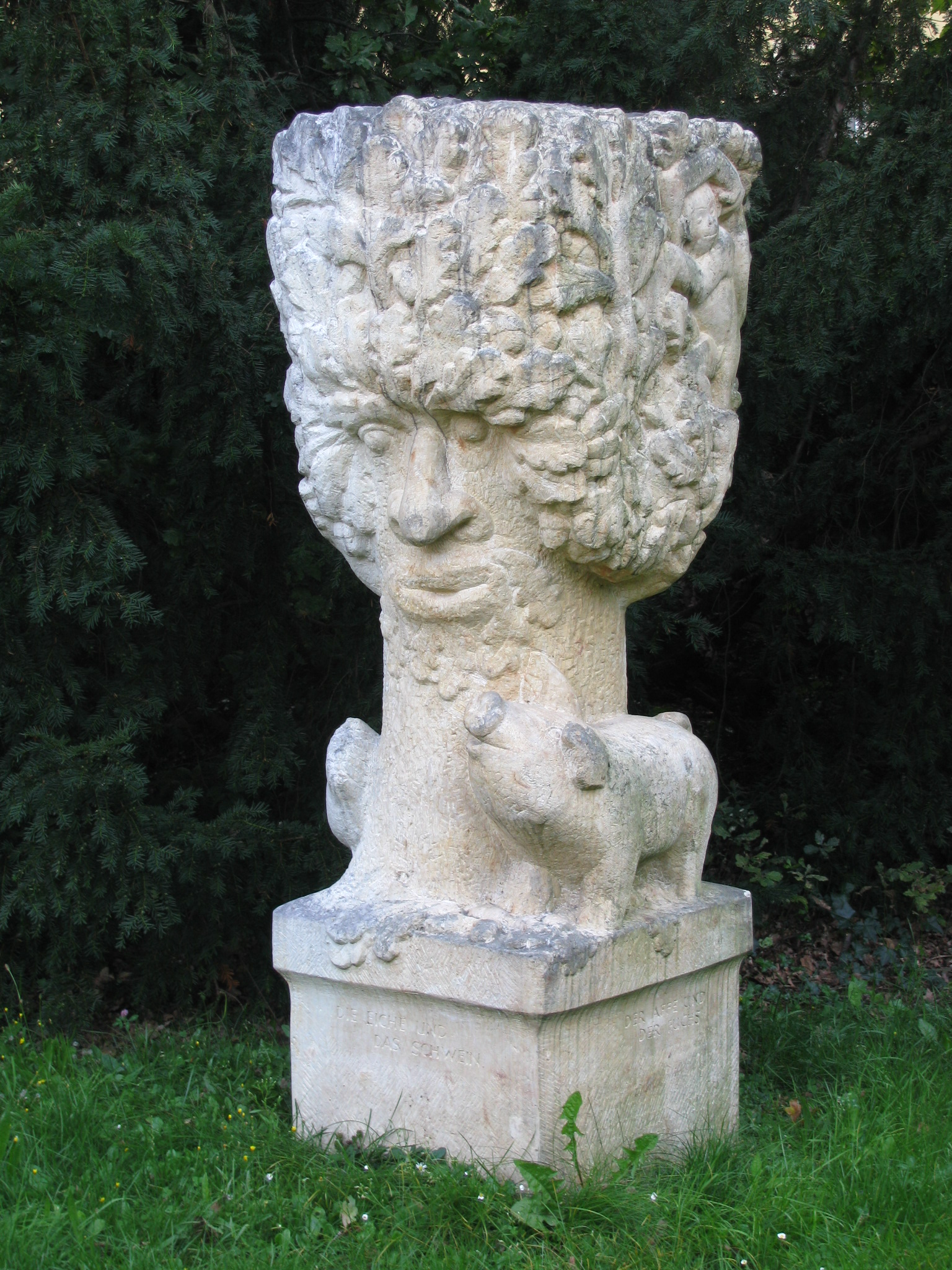
Die Eiche und das Schwein

## Weitere Werke (Auswahl)

### Denkmäler
- Denkmal der Vereinigung der Arbeiterparteien in Sachsen (Zement, 1975/1976; damals Dresden, Ostraallee; nach der deutschen Wiedervereinigung entfernt)[10]
- Dr. Richard-Sorge-Denkmal (Stele, Zement, Höhe: 2,55 m, 1976; damals Dresden, Hans-Grundig / Ecke Dürerstraße)[11]
- Lessing-Stele (1979; Kamenz, Lessingmuseum)[12]
- Adlerflügel (Ehrenmal für im April 1945 Gefallenen der 2. Polnischen Armee. Beton; Höhe: 6 m, 1980. Crostwitz, Anhöhe Fulkec hora)[13]
- Mahnmal für die Opfer des Faschismus (Reliefwand, Metall auf Granit, 1984; Kamenz, Robert-Koch-Platz)[14]

### Plastiken
- Waldo Köhler (Porträtbüste, Gips, getönt, 1974)[15]
- Feigling (1977)[16]
- Kleine Liegende (1980)[17]
- Nachdenkender (1985)[18]
- Mutter mit Kind (1989)[19]

## Auszeichnungen (Auswahl)
- 1973 Kunstpreis der Stadt Halle/Saale
- 1987 Kunstpreis der DDR[20]

## Ausstellungsbeteiligungen in der DDR (unvollständig)
- 1969 bis 1985: Dresden, fünf Bezirkskunstausstellungen
- 1972/1973, 1982/1983 und 1987/1988: Dresden, VII., IX, und X. Kunstausstellung der DDR
- 1977: Leipzig, Messehaus am Markt („Kunst und Sport“)
- 1980: Rostock („Kunstpreisträger des FDGB“)
- 1982: Berlin, Treptower Park („Plastik und Blumen“)
- 1986: Cottbus, Staatliche Kunstsammlung („Soldaten des Volkes – dem Frieden verpflichtet. Kunstausstellung zum 30. Jahrestag der Nationalen Volksarmee.“)
- 1986/1987: Suhl („Das sicher sei, was uns lieb ist“. Ausstellung zum 40. Jahrestag der Gründung der Grenztruppen der DDR)